# Лобачёв, Владимир Иванович
Лобачев Владимир Иванович (8 ноября 1937, Архара, Дальневосточный край — 2 сентября 2016) — длительный период работал в должности заместителя директора Центрального НИИ машиностроения Роскосмоса — начальника Центра управления полетами. Доктор технических наук (1990), профессор (1990), член Российской Академии космонавтики им. К. Э. Циолковского.

## Биография
Родился 8 ноября в 1937 году в селе Архаре Амурской области.
После окончания факультета летательных аппаратов Казанского авиационного института работал в Центральном конструкторском бюро машиностроения — ОКБ № 1 под руководством С. П. Королёва (1961—1966). Проектирование и испытание систем телеизмерений для космических аппаратов первых поколений позволили раскрыть его способности аналитика и исследователя, конструктора сложнейших автоматических комплексов. Со временем он стал одним из ярких представителей плеяды руководителей Королёвского набора, прошедших под началом Генерального конструктора ракетно-космических систем школу управления большими научно-техническими коллективами, развивших и в дальнейшем успешно применявших во благо отечественной космонавтики действенные принципы коллективного взаимодействия для реализации масштабных космических проектов.
С 1967 года работал в Центральном научно-исследовательском институте машиностроения сначала в должности начальника лаборатории, с 1970 года — начальник отдела, с 1977 года — заместитель начальника Центра управления полетами (ЦУП), с 1984 по 2009 года — начальник ЦУП. Под его руководством осуществлялась разработка и совершенствование специализированных высокопроизводительных информационно-вычислительных комплексов, предназначенных для обработки баллистико-навигационной, телеметрической и командно-программной информации в обеспечение процессов управления, решения задач моделирования и информационного сопровождения космических полётов. Реальный результат этой работы — обеспечение эффективной и безопасной эксплуатации орбитальных пилотируемых комплексов и надёжного управления автоматическими космическими аппаратами, в том числе по программам международного сотрудничества.
С 1990 года по совместительству — заведующий кафедрой вычислительной техники в Московском государственном университете леса (МГУЛ). Лобачёв Владимир Иванович имел свыше 150 научных трудов и публикаций, являлся доктором технических наук, профессором.
Под руководством В. И. Лобачёва ЦУП стал основным звеном в контуре управления полётом долговременных орбитальных станций «Салют», «Мир», Международной космической станции, проводил работы по управлению автоматическими межпланетными станциями «Марс», «Венера», «Венера — комета Галлея», «Марс — Фобос», участвовал в уникальном эксперименте по управлению полётом многоразовой транспортной космической системы «Энергия-Буран».
Неоспоримы заслуги В. И. Лобачёва в разработке и совершенствовании специализированных высокопроизводительных информационно-вычислительных комплексов, предназначенных для обработки баллистико-навигационной, телеметрической и командно-программной информации для обеспечения процессов управления, решения задач моделирования и информационного сопровождения космических полётов.
Умер 2 сентября 2016 года. Похоронен на Волковском кладбище.

## Награды
- Государственная премия Российской Федерации (2002)
- Государственная премия СССР (1980)
- Премия Совета Министров СССР (1989)
- Орден Трудового Красного Знамени
- Медаль «В память 850-летия Москвы»